# Mrzla Luža
Mrzla Luža este o localitate din comuna Trebnje, Slovenia, cu o populație de 31 de locuitori.